# Petracola
Petracola – rodzaj jaszczurek z rodziny okularkowatych (Gymnophthalmidae).

## Zasięg występowania
Rodzaj obejmuje gatunki występujące endemicznie w Peru. 

## Systematyka

### Etymologia
Petracola: gr. πετρα petra „skała”; łac. -cola „mieszkaniec”, od colere „mieszkać”.

### Podział systematyczny
Do rodzaju należą następujące gatunki:
- Petracola amazonensis Mamani, Vargas, Chaparro & Catenazzi, 2023
- Petracola angustisoma Echevarría & Venegas, 2015
- Petracola labioocularis (Köhler & Lehr, 2004)
- Petracola pajatensis Rodriguez & Mamani, 2020
- Petracola shurugojalcapi Mamani, Vargas, Chaparro & Catenazzi, 2023
- Petracola ventrimaculatus (Boulenger, 1900)
- Petracola waka Kizirian, Bayefsky-Anand, Eriksson, Minh Le & Donnelly, 2008